# Планински екваториални гори
Планинските екваториални гори, популярни още като планински тропически гори и облачни гори са природна зона с вечнозелена растителност, заемаща планинските райони над 1000 м надморска височина, попадащи в зоната на екваториалните гори. Поради различните климатични условия в планинските региони и ниските части, екваториалните гори се разделят на планински и равнинни. По-ниските температури на въздуха в планинските гори обуславят много съществени разлики в растителната покривка в сравнение с равнинните лесове.

## Дефиниция и разпространение
Планинските гори заемат територии в планинските региони в зоната между двата тропика. За условна граница, от която започват планинските гори се приема 1000 м надм. вис., но тя е твърде относителна. В районите, които са по-отдалечени от екватора тази граница може да започне дори от 500 м. н.в., докато в районите с по-топъл климат и по-близки до екватора може да стигне 1500 м., дори повече. Горната граница обикновено е на 3000 – 3500 м. н.в. около екватора и на 2600 – 3100 м. н.в. около тропиците. Планинските екваториални гори покриват планинските части на островите Нова Гвинея, Борнео, Суматра, Ява, Сулавеси, както и няколко по-малки острова с планински релеф, Западните Гхати в Индия, планините на Шри Ланка и Мадагаскар, планинските системи в Централна и Източна Африка, най-вече Рувензори, Вирунга, етиопските планини, Килиманджаро, Камерун, планините в югоизточна Гвинея, Северните Анди, високите части на Гвианското плато и планините в Централна Америка и Антилските острови.

## Климат
В по-голямата си част тези гори виреят в много влажни региони, където годишното количество дъждове в повечето случаи надхвърля 3000 мм., а на някои места достига дори до 10 000 мм. Изключение правят етиопските планини, където валежите са по-редки, но също са високи – около 1000 мм. Температурите варират в зависимост от надморската височина. В по-ниските части те са около 23 – 26 градуса С, докато на 4000 м. н.в., където е горната граница падат до 8 градуса С. Понеже горите попадат в зони с горещ климат температурите са чувствително по-високи, отколкото на същата надморска височина в умерените и субтропичните ширини.

## Характеристика
Поради изключително влажния климат растителността тук е буйна и изобилна. Дърветата като цяло са по-ниски отколкото в равнинните екваториални гори, а подлесът е много по-гъст. Стволовете често са обрасли с множество мъхове и епифитни растения. Благодарение на високото съдържание на вода в почвата, на намалената слънчева радиация и ниската степен на разлагане и минерализация, киселинността на почвата е много висока.

## Флора и фауна
Планинските екваториални гори имат уникално биоразнообразие и приютяват множество ендемити. Като цяло видовото разнообразие обаче е по-малко отколкото в равнинните екваториални гори. Много видове дървета и цветни растения се срещат само тук. Типичен пример са лобелиите и пирените, които се срещат в африканските планини. В останалите природни зони тези растения са дребни и често се отглеждат като стайни, но тук са се развили в дървесни видове с височина над 10 метра. Особено типичен случай е планината Рувензори в Източна Африка, където тези растения са най-големи. Освен това в това уникално място се срещат и изключително много ендемични видове животни като рувензорското турако, хамелеонът Chameleo jonstoni и др. Едни от най-харизматичните видове в този регион са планинските горили, обитаващи планините Вирунга. Друг район с уникално биоразнообразие са планините в Малайския архипелаг, най-вече тези на Борнео, Ява, Суматра, Сулавеси и Нова Гвинея. В северните Анди в над 34 % от птиците са ендемити. Рядко се срещат обаче представители на мегафауната. Слоновете, носорозите, биволите, тапирите, тигрите, леопардите и др. обитават предимно по-ниските части на тази зона. Има обаче изключения и дори ендемични видове като димния леопард, който се среща само в планинските гори на Югоизточна Азия.

## Екологично състояние
Допреди Втората световна война тази зона е била една от най-слабо засегната от човешката дейност. Значителна рола в това е изиграла тяхната трудна достижимост. По това време те заемали над 800 000 кв. км площ, което като се има предвид ограничеността на техния ареал означава, че тези гори са били почти напълно незасегнати. През втората половина на 20 век обаче поради увеличаването на населението, дърводобива и разчистването на земя за стопански нужди, площта на горите намалява значително. Особено драматичен пример е Колумбия, която допреди 50 години притежава едни от най-обширните планински гори в света, а днес са оцелели едва 10 – 20 % от тях. Много тежко е положението с горите в Африка, особено в емблематичната Вирунга, която освен от традиционните екологични проблеми беше връхлетяна и от най-кървавата гражданска война в света в Руанда и Демократична република Конго. Огромна част от горите в този регион вече са изсечени. Ту живее единствената популация от планински горили в света, чиито брой е критично нисък. Малко по-добро е положението в съседната верига Рувензори, която също е загубила над 60 % от горите си, но все още съхранява множество уникални местообитания. Сериозни поражения са понесли и горите в Индонезия, като особено застрашени са тези в Борнео, Ява и Суматра.

## Основни региони

### Малайски архипелаг
Планините на островите от Малайския архипелаг се отличават с голямо биоразнообразие и огромен брой ендемити. Най-типичен пример са планинските гори на Нова Гвинея, които са дом на множество растения и животни, които се срещат само тук. Много от тях все още не са проучени и голяма част от живеещите тук видове са неизвестни на науката. В планините Фоджа в източна Нова Гвинея бяха открити множество нови видове, сред които Паротията на Берлепш, вид райска птица, който се считаше за изчезнал.
Друг регион с огромно биологично богатство е планинската гора на Борнео, позната още с названието „Сърцето на Борнео“. Планините на Борнео са на едно от челните места в света по брой на ендемичните видове. Особено много ендемити има сред видовете орхидеи и хищните растения Непентес (Nepenthes), за които този голям тропически остров е същински рай. Уникалното е, че тук се срещат и животни от мегафауната като редкия суматренски носорог и борнейския слон. Голямо биоразнообразие имат и планинските гори на съседния остров Суматра.
Най-голям е броят на ендемичните видове на остров Сулавеси, който е уникален в световен мащаб. На този остров се срещат видове от две биогеографски области – Индо-Малайска и Австралийско-Папуаска. Около 31 % от птиците тук са ендемити, както и 62 % от бозайниците.
Планинските гори на Филипините приютяват множество уникални видове орхидеи и непентеси.

### Източна Африка
Планинските гори в Източна Африка изобилстват от ендемични видове. Планините Вирунга са дом на единствената в света популация от планински горили. Поради сечта, разчистването на площи за земеделие и промишленост, бракониерството и постоянно растящото население тези човекоподобни са застрашени от изчезване.
Освен това Вирунга е в центъра на един от най-ужасяващите геноциди в човешката история – гражданската война в Руанда и Демократична република Конго. Много от върховете, които в миналото са били покрити с гори днес са напълно обезлесени.
Огромно биоразнообразие крие планинската верига Рувензори. Сред растенията най-типичен представител е гигантската лобелия, чието съцветие с форма на свещ се издига на висока над 2 метра розетка от листа. Пирените, които обикновено се отглеждат като стайни растения с височина не повече от 60 см., в Рувензори са дървесни видове, високи над 10 метра. Основна причина за това е изключително влажния климат. Горите на Рувензори могат да се похвалят и с огромен брой епифити. Тук живеят странни животни като трирогите хамелеони и гигантската горска свиня, множество уникални за планината птици като рувензорското турако, а също и слонове, биволи, антилопи и др.
Голямо биоразнообразие имат и горите в Килиманджаро, Усамбара и етиопските планини.

### Северни Анди
Северните Анди са считани за един от регионите с най-голямо биоразнообразие в света. На изток граничи с Амазония, която е пословично известна с видовото си богатство. Северните Анди са дом на над 1700 вида птици (34% от които са ендемити), 600 вида бозайници, 600 вида влечуги и близо 400 вида риби. Тези гори са обитавани от невероятни видове, които се срещат само тук като очилатата мечка, андския скален петел, много видове колибри. Това е най-обширната система от планински екваториални гори в света, въпреки че обезлесяването е съкратило значително площта им. Уникални за този регион растения са бромелиите, както и множество видове орхидеи.

### Гвианско плато
Територията, която обхващат планинските гори тук е доста ограничена. Те покриват само някои от по-високите планини (известни тук като тепуи) над 1400 м. н.в. Тези гори са сред най-слабо проучените на планетата, поради което голяма част от видовете тук все още са непознати за науката. Гвианските джунгли са сред местата с най-впечатляващо биоразнообразие – тук живеят над 1600 вида птици. Забележителен е броят на орхидеите – над 10 000 вида, много от които ендемити. Това е и мястото с най-много видове хищни растения (много от които също са ендемити). Тук живеят много от видовете, характерни за равнинните гори на Амазония, като папагалите ара, туканите и хоацините. За разлика от повечето планински екваториални гори, Гвианските тепуи все още са слабо засегнати от човешката дейност.